# Transportmuligheder
|  | Denne artikel er oprettet af botten Steenthbot ud fra en ekstern database. Den kan derfor have sproglige fejl eller mangler. Denne skabelon kan fjernes efter kontrol af indholdet. |

Transportmuligheder er en dansk oplysningsfilm fra 1963.

## Handling
En engelsk-speaket oplysningsfilm om forsøg med indretning af biler til kørestolsbrugere. Den første bil, der demonstreres, er bygget af en mand, som har været udsat for en trafikulykke. Bilen har fået en særligt rat, hvorfra kørslen håndteres og små hjul, men rampen er stadig lidt stejl. Efter at have kørt i bilen i 10 år har han skiftet den ud med en Morris Mascot - her er rampen lavere. Dernæst ses en polioramt, der har konstrueret sin egen kørestol, som samles før udstigning fra en bils passagersæde. En anden polioramt mand (men med stærke arme) har ombygget en minibus til et 'mobile home' med seng og køkken. En tredje polioramt mand, som næsten ikke har nogen kræfter i armene, har indrettet en amerikanerbil, så han næsten udelukkende kører bil med fødderne. Filmen viser flere hjemmelavede og opfindsomme indretninger af biler og kørestole, of hvordan de forskellige modeller testes for trafiksikkerhed.